# Amazonides dubiomeodes
Amazonides dubiomeodes là một loài bướm đêm trong họ Noctuidae.